# كبير مسؤولي الحلول
كبير مسؤولي الحلول (بالإنجليزية: Chief solutions officer)‏ (CSO) هو عنوان شركة يشير إلى مسؤول تنفيذي مسؤول عن تحديد وتطوير وتقديم حلول وخدمات الأعمال. ينصب التركيز الأساسي لكبير مسؤولي الحلول والمدير العام على دفع عجلة النمو للشركة من خلال خلق قيمة لأصحاب المصلحة. في أغلب الأحيان, يقدم الموقع تقاريره إلى الرئيس التنفيذي.

## المسؤوليات
مسؤول الحلول الرئيسي هو المسؤول عن تحديد وتصميم المنتجات والخدمات والتقنيات الجديدة, وتطوير الاستراتيجيات والقدرات وبدء البرامج والمشاريع لاستغلال تلك الفرص.